# Bermuda Stock Exchange
Bermuda Stock Exchange (BSX) é a bolsa de valores de Bermudas. Foi criada em 1971, inicialmente apenas para ações de Bermuda. Em 1992 virou uma bolsa para intercâmbio internacional e atualmente é membro de pleno direito da Federação Mundial de Bolsas.